# シカゴ・サーフェス・ライン
シカゴ・サーフェス・ライン（英語: Chicago Surface Lines）は、かつてアメリカ合衆国の大都市・シカゴに存在した路面電車の運営組織。複数の民間企業と公営組織によって構成され、最大線路総延長は1,770 km（1,100 マイル）以上、1928年時点の利用客は平日の1日平均で220万人以上を記録する世界最大規模の路面電車網が築かれていた。シカゴ路面線と和訳する資料も存在する。
この項目では、1914年のシカゴ・サーフェス・ライン発足前および1947年にシカゴ交通局（Chicago Transit Authority、CTA）へ公営化されて以降の路面電車の動向についても解説する。

## 概要
シカゴ・サーフェス・ラインは単一の事業者ではなく、路面電車を運営する企業の資産をシカゴ市監督技師局（Board of Supervising Engineers）が一括で管理し、運賃やダイヤ等のサービスを各企業で統一した運営組織の名称である。車両や線路などの施設はそれぞれの企業が所有権を有していたが、収入に関しては全社のものを合計し、契約に基づいた分配が実施された。
このシカゴ・サーフェス・ラインを構成していた路面電車事業者は以下の4社で、そのうちカルメット・アンド・サウスシカゴ鉄道は「第2局」、それ以外の3社は「第1局」に纏められた上で管理が行われていた。
- シカゴ鉄道（Chicago Railways）
- シカゴ市街鉄道（Chicago City Railway）
  - カルメット・アンド・サウスシカゴ鉄道（Calumet & South Chicago Railway） - シカゴ市街鉄道の子会社。
  - サザン・ストリート鉄道（Southern Street Railway） - シカゴ市街鉄道の子会社。

## 歴史

### 馬車鉄道・ケーブルカー
1850年代、シカゴ市内の公共交通機関の主力は馬が牽引する乗合馬車（オムニバス）であったが、道路が舗装されていなかった当時、泥の飛散や走行跡の凹凸など道路状態の悪化が問題となり、より近代的な交通機関が求められるようになった。それを受け、同年代後半以降シカゴでは線路を用いた馬車鉄道の建設を目指す複数の企業が設立されるようになり、1859年4月25日に最初の馬車鉄道がランドルフ（Randolph） - 12番通り（12th Streets）間で運行を開始した。
その後、シカゴ市内の馬車鉄道は様々な民間企業によって路線網が広がり、北部・南部に加えて1866年以降はシカゴ西部に路線を建設するため多数の企業が設立された。だが、やがて高い運営費用や速度の低さなどの課題が浮き彫りになり始め、新たな軌道交通が求められるようになった。そこで、シカゴ市内で最初に馬車鉄道の運営を開始したシカゴ市街鉄道（Chicago City Railway）は、1882年に循環式ケーブルカーの運行を開始した。これは線路の中央に溝を掘り、その中に鋼製ケーブルを設置したもので、運転士が搭乗するオープンデッキの制御車が密閉型の付随車を牽引する2両編成や、車両の半分がオープンデッキとなっている「カリフォルニア・カー」と呼ばれる形態の車両が使用された。馬車鉄道に比べて輸送力が上がり、平均速度も馬車鉄道時代の毎時3マイル（4.83 km/h）から8 - 14マイル（12.88 - 22.53 km/h）と大幅に向上したケーブルカーも拡大が続き、複数の企業によって運営される世界最大規模の路線網が築かれる事となった。

### 路面電車時代、シカゴ・サーフェス・ライン発足まで
シカゴ市内に初めて路面電車が登場したのは1890年、カルメット・エレクトリック・ストリート鉄道（Calumet Electric Street Railway）が運営する路線だった。当時最新鋭の軌道交通であった路面電車に対して、シカゴ各地で市内鉄道を運営していた他の企業はケーブルカーへの投資を優先していた事もあり、導入を躊躇する動きも見られたものの、ケーブルカーよりも効率的かつ高速な路面電車の存在価値は大きく、1892年以降は急速にケーブルカーや馬車鉄道の路線が電化され、路面電車に置き換えられていった。シカゴ市内からケーブルカーや馬車鉄道が姿を消したのは1906年の事だった。
一方、馬車鉄道の開業以降シカゴ市内に次々に設立され、乱立状態となっていた各民間事業者は1890年代以降統合を重ねていったが、各企業は独自の運賃を有しており、別企業の路面電車へ乗り換える際には企業ごとに運賃を支払う必要があった。この状態を解消する動きは1899年頃から見られたが、20世紀初頭からはイリノイ州高等法院からの判決や法令など行政の介入により、運賃の統一や相互直通運転が実施されるようになった。特に1907年には法令によりシカゴ市監督技師局（Board of Supervising Engineers）が設立され、各企業は統一された規格を用いる事となった。そして、1914年2月1日に施行されたシカゴ市議会の条例によって、4つの企業を一律で管理する、世界最大の路面電車網の運営組織「シカゴ・サーフェス・ライン」が誕生した。

### シカゴ・サーフェス・ライン時代
シカゴ・サーフェス・ラインの路面電車網は最大で1,100マイル（1,770 km）を超え、平日における1日平均収入乗客数は220万人を記録し、路線長・利用客共に世界最大規模であった。1928年時点の運賃は7セントで、1枚の乗車券で複数の系統の乗り換えが可能となっていた。平均速度は毎時10.64マイル（17.12 km/h）で、市内中心部こそ道路の混雑の影響で速度は遅くなったものの、郊外では車両の加速度の高さや軌道状態の良さもあり最高速度15マイル（24.14 km/h）に達し、系統によっては高架鉄道（シカゴ高速交通）とほぼ同じ時間で目的地に到着可能な場合もあった。
路面電車に加えて1920年代以降は他の交通機関への参入も行われ、1927年4月11日には路面電車が通らない区間を補完する路線バス路線が開通した他、1930年4月17日からはトロリーバスの運行も開始した。

### 公営化、廃止までの過程
1920年代以降、アメリカ合衆国の各地では自家用車やバスが発展し（モータリーゼーション）、従来の路面電車に対する大きな脅威となった。そんな中でもシカゴ・サーフェス・ラインの路面電車網は1933年 - 1934年に開催された万博や第二次世界大戦中の需要を始め多くの人々に利用され続け、1936年以降は高性能路面電車・PCCカーの大量導入が開始された。だが、増加する人件費や運営費の結果、シカゴ市内で公共交通機関を運営していた組織の多くは財政難に陥り、シカゴ・サーフェス・ラインを運営していたシカゴ鉄道は1926年に、シカゴ市街鉄道やカルメット・アンド・サウスシカゴ鉄道は1930年に事実上破綻した。その後各企業の資産は連邦地方裁判所の管理下に置かれ、複数の再建案が出されたものの、最終的に1944年にこれらの企業には破産法が適用される事となった。
これらの事態を受け、シカゴ市ではシカゴ・サーフェス・ラインを含むシカゴ市内を走る公共交通機関を公営組織によって統括する方針を打ち出した。その後、1945年にイリノイ州議会（Illinois General Assembly）でメトロポリタン交通機関法（Metropolitan Transit Authority Act）が可決された事を受け、シカゴ市は同年6月4日に公営企業のシカゴ交通局（Chicago Transit Authority, CTA）を設立した。そして、1947年にシカゴ・サーフェス・ラインは高架鉄道（シカゴ・L）を運営していたシカゴ高速交通と共にシカゴ交通局が運営する路線となった。
公営化後、シカゴ交通局は交通機関の大規模な再編を実施し、高架鉄道（シカゴ・L）や路線バスの路線網拡大や近代化を推し進めた一方、路面電車やトロリーバスについては廃止する方針を打ち出した。既に1940年代初頭から路面電車の路線網は縮小を続けていたが公営化後はその動きが更に加速し、1957年の時点で残されていたのは僅か1系統、22号線のみとなった。そしてこの路線も1958年6月21日をもって営業運転を終了し、馬車鉄道時代も含めて100年近く運行していたシカゴ市内の路面電車の歴史は幕を下ろした。
シカゴ・サーフェス・ラインからシカゴ交通局へ継承されたトロリーバスについてはそれ以降も運行を続けていたものの、こちらも1973年5月25日をもって廃止されている。

## 車両

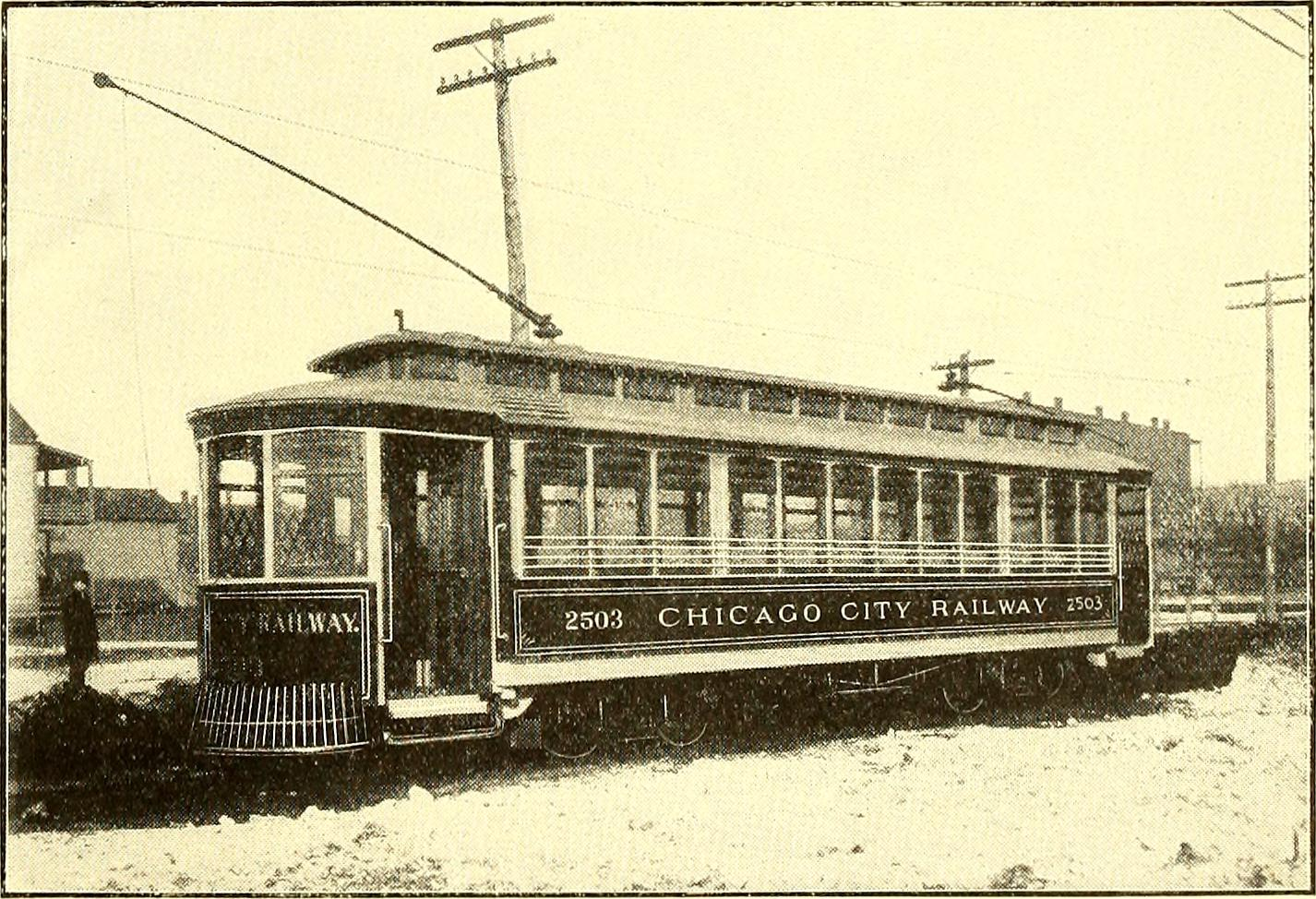
2503（シカゴ市街鉄道） （1901年撮影）
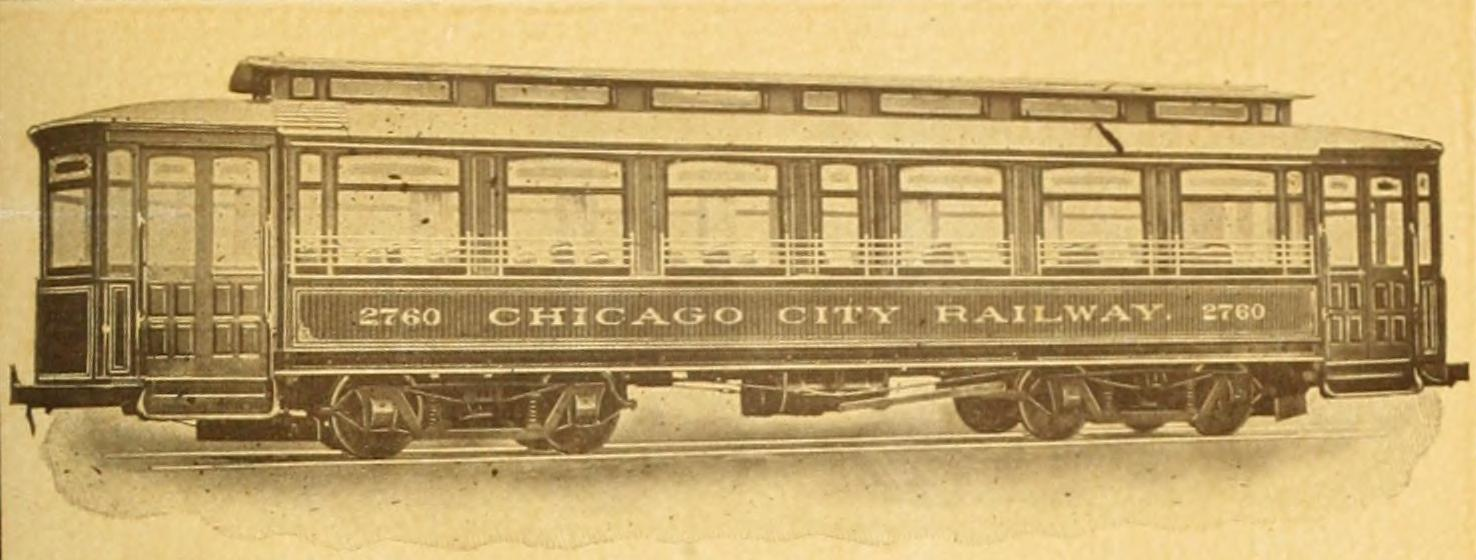
2760（シカゴ市街鉄道）
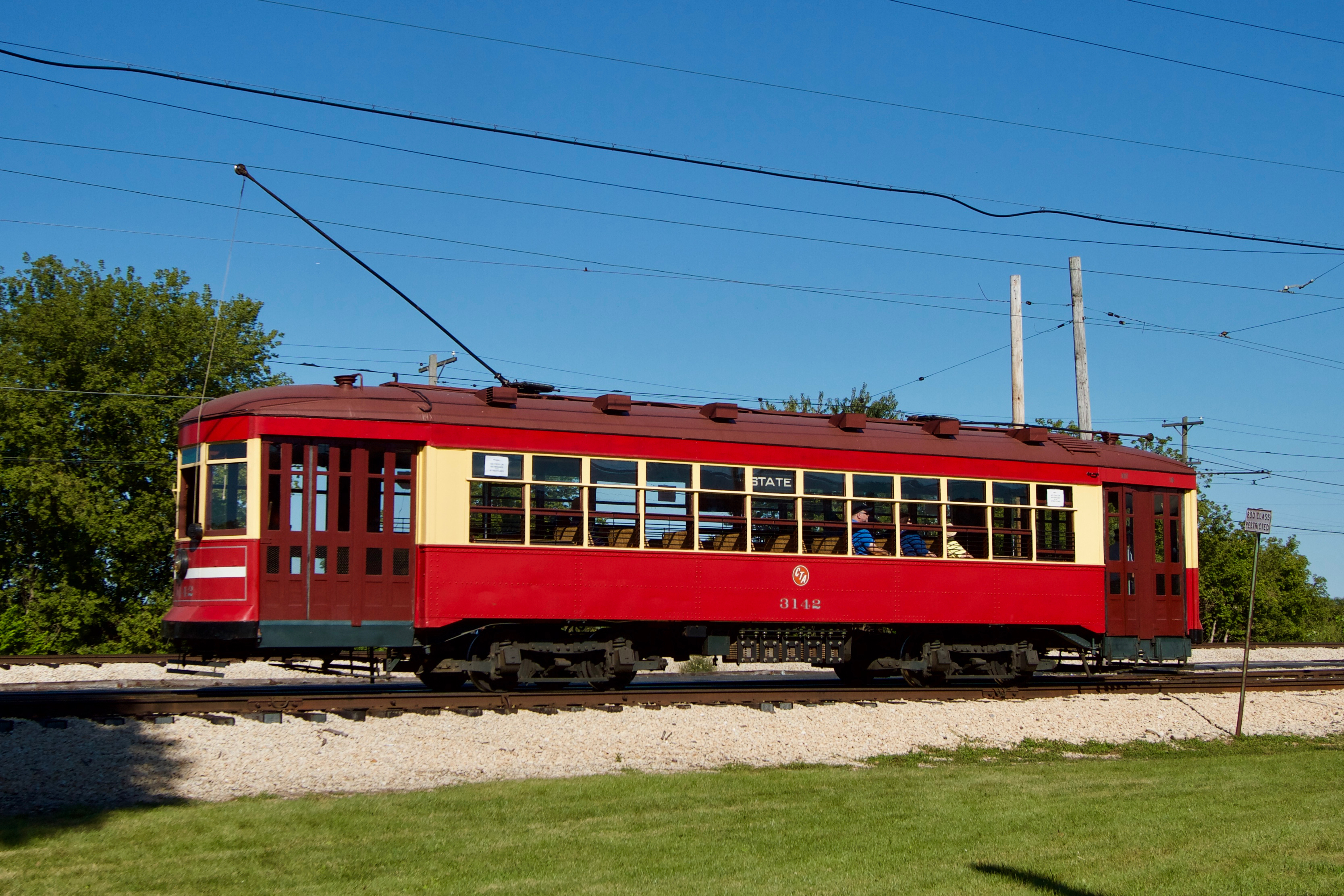
3142（シカゴ鉄道） （2016年撮影）
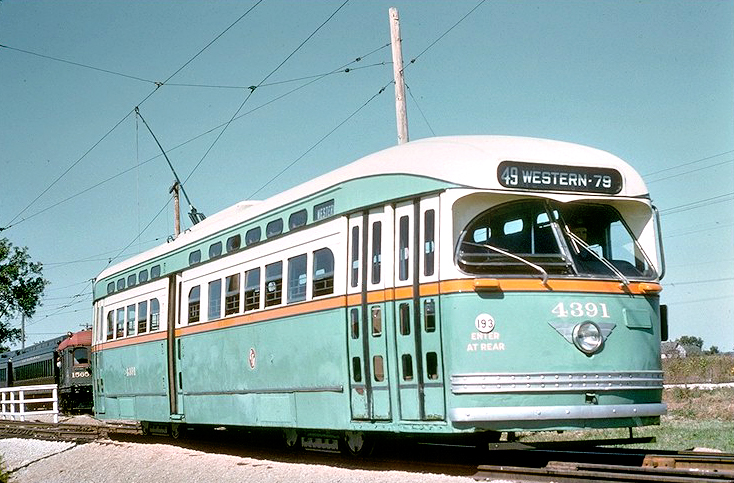
4392（シカゴ交通局） （1995年撮影）
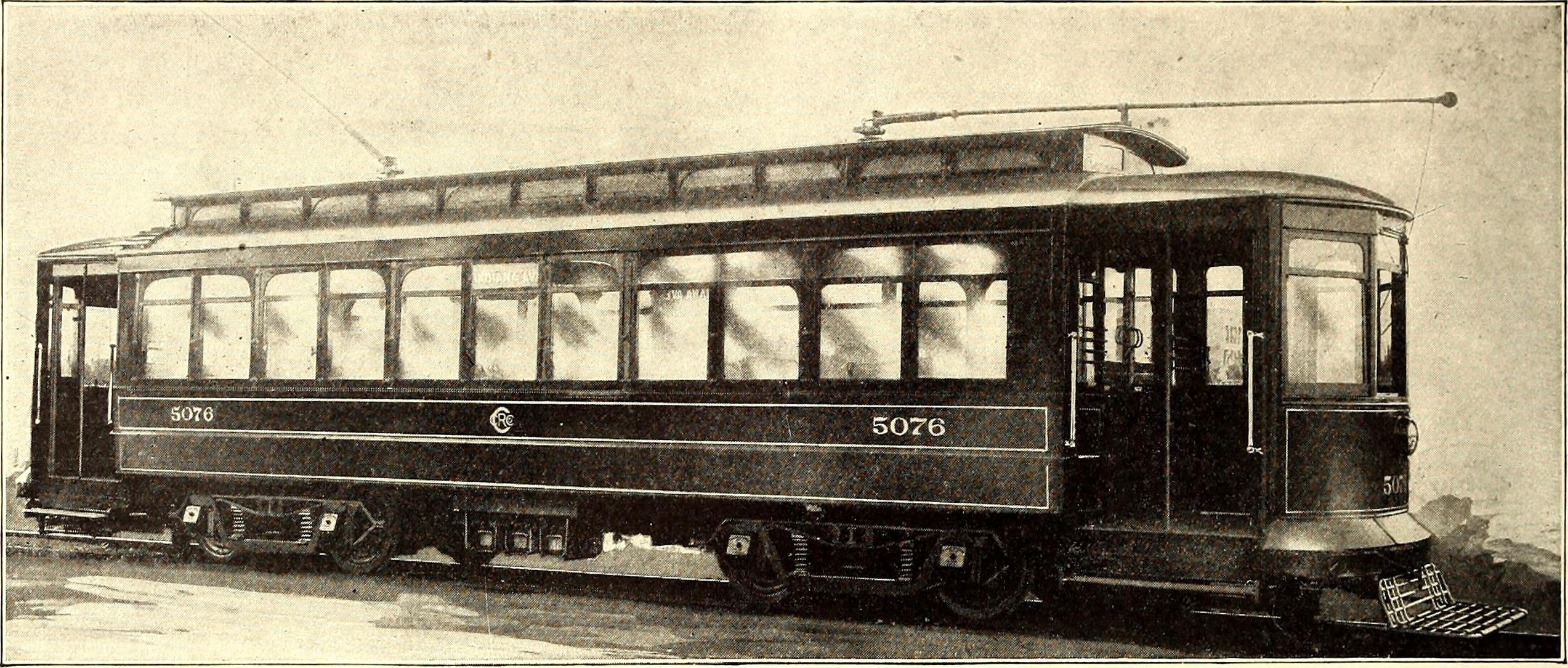
5076（シカゴ市街鉄道） （1905年撮影）
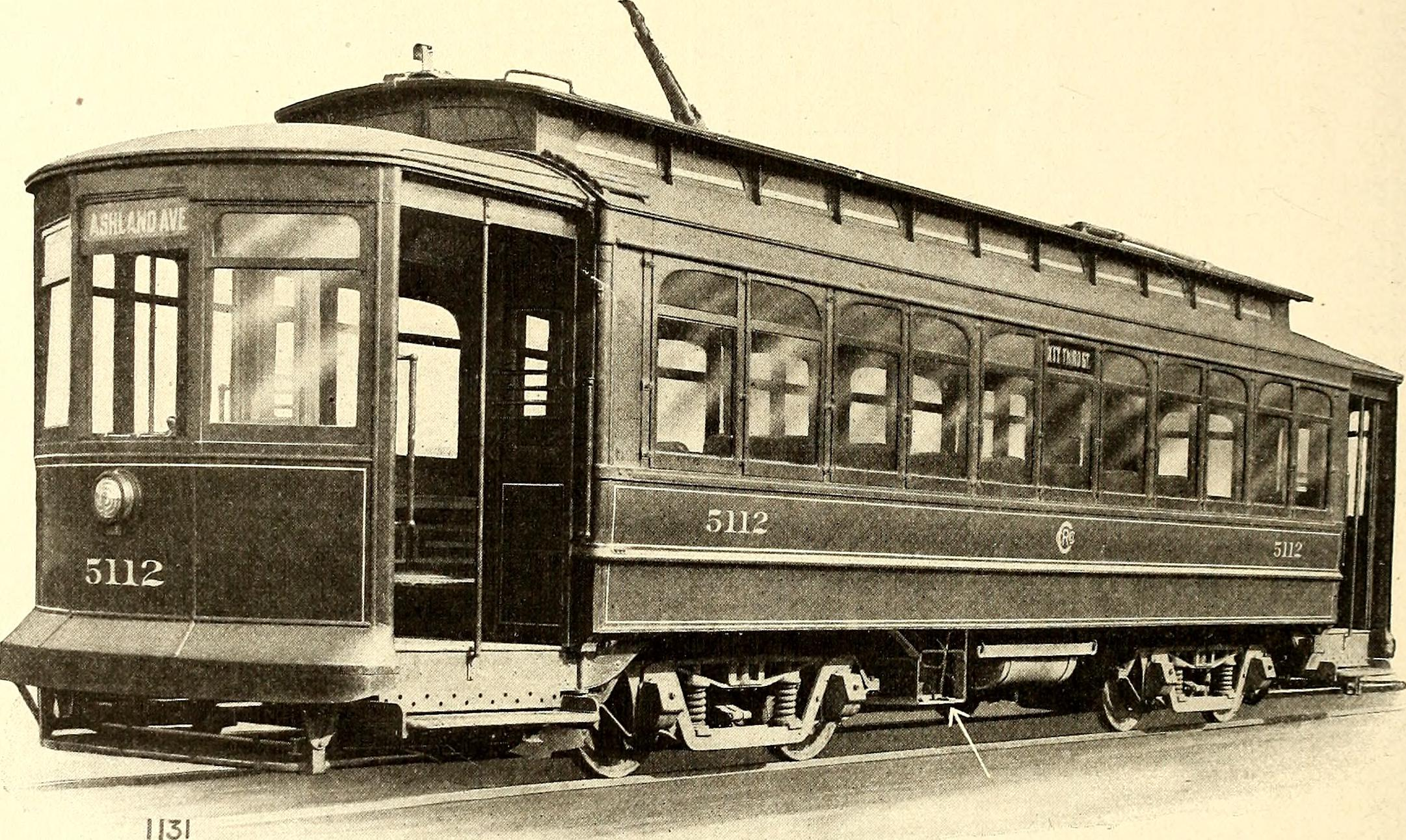
5112（シカゴ市街鉄道） （1906年撮影）
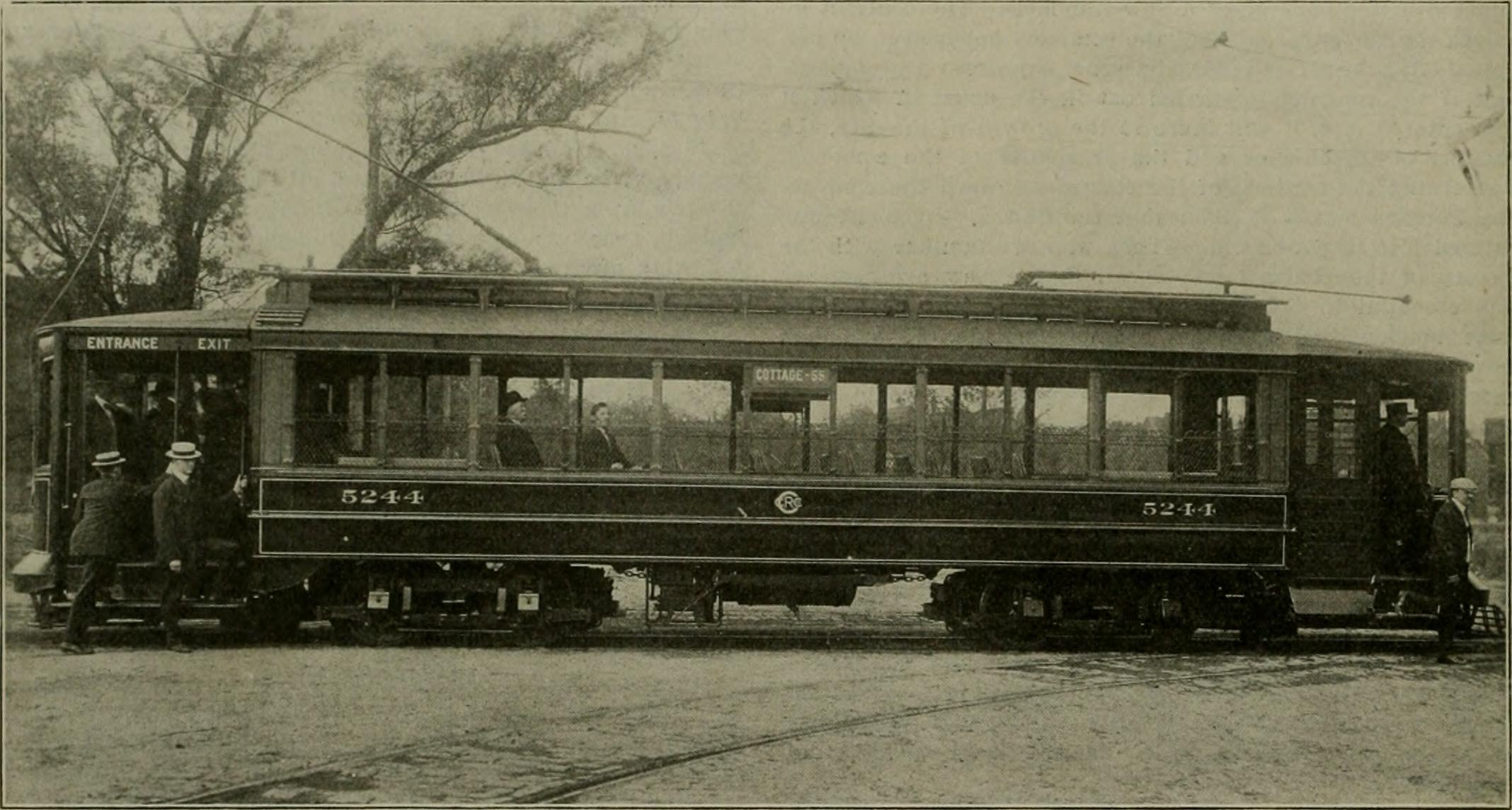
5244（シカゴ市街鉄道） （1906年撮影）
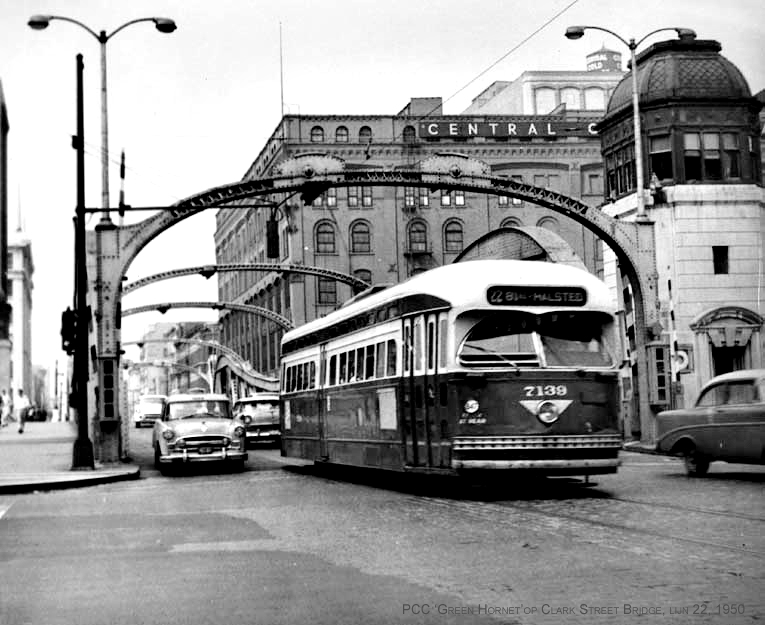
7135（シカゴ市街鉄道）

シカゴ市内全域に大規模な路線網を有していたシカゴ・サーフェス・ラインは車両数も非常に多く、1941年の時点で営業用の路面電車車両だけでも実に3,600両以上が在籍していた。ほとんどの車両は両運転台で乗降扉も車体前後に設置されていたが、1920年代後半以降導入された車両（ピーター・ウィット・カー、PCCカー）は片運転台で乗降扉は右側にのみ設置されていたため、導入に際しては終端のループ線の整備などの改良工事が実施された。製造メーカーはブリルやプルマン・スタンダード、アメリカン・カー・カンパニーなど多岐に渡り、シカゴ・サーフェス・ライン自身が製造・改造した車両も存在した。これらの車両のほとんどは路線縮小によって1950年代前半までに廃車され、最後まで営業運転に使用されていたのはPCCカーのみだった。
以下、シカゴ・サーフェス・ライン発足以降に在籍していた営業用の路面電車車両を、公営化後に導入されたものも含めて記す。これらに加えて雪かき車、散水車、電動貨車、電気機関車、現金輸送車など多数の事業用車両が存在した。また、シカゴ・サーフェス・ライン発足以前の1895年から発足後の1915年までは各路面電車事業者で専用車両を用いた郵便輸送も行っており、終了後は一部車両が事業用に改造された。
| シカゴ・サーフェス・ライン 車両一覧                                    | シカゴ・サーフェス・ライン 車両一覧 | シカゴ・サーフェス・ライン 車両一覧 | シカゴ・サーフェス・ライン 車両一覧 | シカゴ・サーフェス・ライン 車両一覧 |
| 所有事業者                                                             | 車両番号                            | 両数                                | 製造年                              | 備考 |
| ---------------------------------------------------------------------- | ----------------------------------- | ----------------------------------- | ----------------------------------- | --- |
| シカゴ鉄道 (Chicago Railways)                                          | 101-700                             | 600両                               | 1908-09                             | プルマン・カー・カンパニーで製造された事から「ビッグ・プルマン(Big Pullmans)」と呼ばれていた 「ビッグ・プルマン (シカゴ・サーフェス・ライン)」も参照             |
| シカゴ鉄道 (Chicago Railways)                                          | 701-750                             | 50両                                | 1909                                | |
| シカゴ鉄道 (Chicago Railways)                                          | 751-1100                            | 350両                               | 1910                                | 「ビッグ・プルマン」よりも小型の車体であった事から「スモール・プルマン(Small Pullmans)」と呼ばれていた 「スモール・プルマン (シカゴ・サーフェス・ライン)」も参照 |
| シカゴ鉄道 (Chicago Railways)                                          | 1101-1423                           | 323両                               | 1904-07                             | シカゴ・ユニオン・トラクション鉄道からの継承車両 旧番号は4630-4952 1101・1102は1925年に4000へ改造                                                                |
| シカゴ鉄道 (Chicago Railways)                                          | 1242-1428                           | 7両                                 | 1903                                | シカゴ・ユニオン・トラクション鉄道からの継承車両 旧番号は4625-4929                                                                                               |
| シカゴ鉄道 (Chicago Railways)                                          | 1429-1505                           | 77両                                | 1900                                | シカゴ・ユニオン・トラクション鉄道からの継承車両 旧番号は4475-4554                                                                                               |
| シカゴ鉄道 (Chicago Railways)                                          | 1506-1720                           | 215両                               | 1911-12                             | 丸屋根を採用した事から「タートルバック（Turtlebacks）」と言う愛称で呼ばれていた                                                                                  |
| シカゴ鉄道 (Chicago Railways)                                          | 1721-1785                           | 65両                                | 1923                                | |
| シカゴ鉄道 (Chicago Railways)                                          | 1800-1999                           | 200両                               | 1913-14                             | |
| シカゴ鉄道 (Chicago Railways)                                          | 2000-2005                           | 6両                                 | 1920                                | バーニーカー(2軸車) |
| シカゴ鉄道 (Chicago Railways)                                          | 2006                                | 1両                                 | 1921                                | バーニーカー(2軸車) |
| シカゴ鉄道 (Chicago Railways)                                          | 3000-3091                           | 92両                                | 1915,18,19                          | |
| シカゴ鉄道 (Chicago Railways)                                          | 3092                                | 1両                                 | 1921                                | |
| シカゴ鉄道 (Chicago Railways)                                          | 3093-3118                           | 26両                                | 1922-23                             | |
| シカゴ鉄道 (Chicago Railways)                                          | 3119-3178                           | 60両                                | 1922-23                             | |
| シカゴ鉄道 (Chicago Railways)                                          | 3179-3196                           | 18両                                | 1924                                | |
| シカゴ鉄道 (Chicago Railways)                                          | 3197                                | 1両                                 | 1924                                | |
| シカゴ鉄道 (Chicago Railways)                                          | 3198-3201                           | 4両                                 | 1924                                | 3200・3201は総括制御運転に対応 |
| シカゴ鉄道 (Chicago Railways)                                          | 3202-3261                           | 60両                                | 1924-25                             | 総括制御運転に対応 |
| シカゴ鉄道 (Chicago Railways)                                          | 3262-3321                           | 60両                                | 1926                                | |
| シカゴ鉄道 (Chicago Railways)                                          | 3322-3381                           | 60両                                | 1929                                | ピーター・ウィット・カー 通称「セダン(Sedan)」 片運転台、乗降扉は右側面の前方・中央の2箇所 「ピーター・ウィット・カー (シカゴ・サーフェス・ライン)」も参照       |
| シカゴ鉄道 (Chicago Railways)                                          | 4000                                | 1両                                 | 1925                                | 2車体連接車 車体や台車、機器は1101・1102から流用 乗降扉は両車体に2箇所（前方、連結面）づつ存在                                                                   |
| シカゴ鉄道 (Chicago Railways)                                          | 4001                                | 1両                                 | 1934                                | PCCカー (試作車) 片運転台、乗降扉は右側面の前方・中央・後方の3箇所 「PCCカー (シカゴ・サーフェス・ライン)」も参照                                                |
| シカゴ鉄道 (Chicago Railways)                                          | 4002-4051                           | 50両                                | 1936-37                             | PCCカー 片運転台、乗降扉は右側面の前方・中央・後方の3箇所 「PCCカー (シカゴ・サーフェス・ライン)」も参照                                                         |
| シカゴ鉄道 (Chicago Railways)                                          | 4052-4061                           | 10両                                | 1947                                | PCCカー 片運転台、乗降扉は右側面の前方・中央・後方の3箇所 公営化後に導入 「PCCカー (シカゴ・サーフェス・ライン)」も参照                                          |
| シカゴ鉄道 (Chicago Railways)                                          | 4062-4371                           | 310両                               | 1946-48                             | PCCカー 片運転台、乗降扉は右側面の前方・中央・後方の3箇所 一部車両は公営化後に導入 「PCCカー (シカゴ・サーフェス・ライン)」も参照                                |
| シカゴ鉄道 (Chicago Railways)                                          | 4372-4411                           | 40両                                | 1948                                | PCCカー 片運転台、乗降扉は右側面の前方・中央・後方の3箇所 公営化後に導入 「PCCカー (シカゴ・サーフェス・ライン)」も参照                                          |
| シカゴ鉄道 (Chicago Railways)                                          | 8001-8060                           | 60両                                | 1920-21                             | 付随車 乗降扉は中央に1箇所存在 |
| シカゴ市街鉄道 (Chicago City Railway)                                  | 2501-2625                           | 125両                               | 1901-02                             | |
| シカゴ市街鉄道 (Chicago City Railway)                                  | 2701-2780                           | 80両                                | 1903                                | |
| シカゴ市街鉄道 (Chicago City Railway)                                  | 2900-2903                           | 4両                                 | 1920                                | バーニーカー(2軸車) |
| シカゴ市街鉄道 (Chicago City Railway)                                  | 2904-2922                           | 19両                                | 1923                                | |
| シカゴ市街鉄道 (Chicago City Railway)                                  | 5001-5200                           | 200両                               | 1905-06                             | |
| シカゴ市街鉄道 (Chicago City Railway)                                  | 5201-5600                           | 400両                               | 1906-07                             | |
| シカゴ市街鉄道 (Chicago City Railway)                                  | 5601-5621                           | 21両                                | 1910                                | |
| シカゴ市街鉄道 (Chicago City Railway)                                  | 5651-5665                           | 15両                                | 1907                                | シカゴ・アンド・サザン・トラクション鉄道からの継承車両 旧番号は126-140                                                                                           |
| シカゴ市街鉄道 (Chicago City Railway)                                  | 5701,5702                           | 2両                                 | 1911                                | |
| シカゴ市街鉄道 (Chicago City Railway)                                  | 5703-5827                           | 125両                               | 1912                                | 片運転台、乗降扉は前方1箇所のみ設置 |
| シカゴ市街鉄道 (Chicago City Railway)                                  | 5900-5999                           | 100両                               | 1914                                | |
| シカゴ市街鉄道 (Chicago City Railway)                                  | 6000-6137                           | 138両                               | 1914-15                             | |
| シカゴ市街鉄道 (Chicago City Railway)                                  | 6138-6142                           | 5両                                 | 1918                                | |
| シカゴ市街鉄道 (Chicago City Railway)                                  | 6143-6145                           | 3両                                 | 1918                                | |
| シカゴ市街鉄道 (Chicago City Railway)                                  | 6146                                | 1両                                 | 1918                                | |
| シカゴ市街鉄道 (Chicago City Railway)                                  | 6147-6153                           | 7両                                 | 1919                                | |
| シカゴ市街鉄道 (Chicago City Railway)                                  | 6154                                | 1両                                 | 1919                                | |
| シカゴ市街鉄道 (Chicago City Railway)                                  | 6155-6198                           | 44両                                | 1923                                | |
| シカゴ市街鉄道 (Chicago City Railway)                                  | 6199-6238                           | 40両                                | 1924                                | 製造当初から1930年までは総括制御による連結運転を実施 |
| シカゴ市街鉄道 (Chicago City Railway)                                  | 6239                                | 1両                                 | 1924                                | |
| シカゴ市街鉄道 (Chicago City Railway)                                  | 6240-6279                           | 40両                                | 1926                                | |
| シカゴ市街鉄道 (Chicago City Railway)                                  | 6280-6319                           | 40両                                | 1929                                | ピーター・ウィット・カー 通称「セダン(Sedan)」 片運転台、乗降扉は右側面の前方・中央の2箇所 「ピーター・ウィット・カー (シカゴ・サーフェス・ライン)」も参照       |
| シカゴ市街鉄道 (Chicago City Railway)                                  | 7001                                | 1両                                 | 1934                                | PCCカー (試作車) 片運転台、乗降扉は右側面の前方・中央・後方の3箇所 「PCCカー (シカゴ・サーフェス・ライン)」も参照                                                |
| シカゴ市街鉄道 (Chicago City Railway)                                  | 7002-7034                           | 33両                                | 1936                                | PCCカー 片運転台、乗降扉は右側面の前方・中央・後方の3箇所 「PCCカー (シカゴ・サーフェス・ライン)」も参照                                                         |
| シカゴ市街鉄道 (Chicago City Railway)                                  | 7035-7274                           | 240両                               | 1947                                | PCCカー 片運転台、乗降扉は右側面の前方・中央・後方の3箇所 公営化後に導入 「PCCカー (シカゴ・サーフェス・ライン)」も参照                                          |
| シカゴ市街鉄道 (Chicago City Railway)                                  | 9000-9039                           | 40両                                | 1921                                | 付随車 乗降扉は中央に1箇所存在 |
| シカゴ市街鉄道 (Chicago City Railway)                                  | 9040-9046                           | 7両                                 | 1923                                | 付随車 乗降扉は中央に1箇所存在 |
| カルメット・アンド・サウスシカゴ鉄道 (Calumet & South Chicago Railway) | 2801-2815                           | 15両                                | 1901-02                             | 製造後-1908年までの旧番号は701-715 |
| カルメット・アンド・サウスシカゴ鉄道 (Calumet & South Chicago Railway) | 2816-2823                           | 7両                                 | 1903                                | カルメット・エレクトリック・ストリート鉄道からの継承車両 旧番号は112-119                                                                                         |
| カルメット・アンド・サウスシカゴ鉄道 (Calumet & South Chicago Railway) | 2824-2838                           | 14両                                | 1903                                | カルメット・エレクトリック・ストリート鉄道からの継承車両 旧番号は120-133 1908-13年の間の番号は820-833                                                            |
| カルメット・アンド・サウスシカゴ鉄道 (Calumet & South Chicago Railway) | 2839,2840                           | 2両                                 | 1908                                | カルメット・エレクトリック・ストリート鉄道からの継承車両 旧番号は134,135 1908-13年の間の番号は834,835                                                            |
| カルメット・アンド・サウスシカゴ鉄道 (Calumet & South Chicago Railway) | 2841-2845                           | 5両                                 | 1903                                | サウス・シカゴ市街鉄道からの継承車両 旧番号は321-325 |
| カルメット・アンド・サウスシカゴ鉄道 (Calumet & South Chicago Railway) | 2846-2856                           | 11両                                | 1903                                | サウス・シカゴ市街鉄道からの継承車両 旧番号は340-350 |
| カルメット・アンド・サウスシカゴ鉄道 (Calumet & South Chicago Railway) | 2857,2858                           | 2両                                 | 1910                                | |
| カルメット・アンド・サウスシカゴ鉄道 (Calumet & South Chicago Railway) | 2859                                | 1両                                 | 1924                                | |
| サザン・ストリート鉄道 (Southern Street Railway)                       | 5622-5650                           | 29両                                | 1910                                | |

- 2503（シカゴ市街鉄道）
（1901年撮影）
- 2760（シカゴ市街鉄道）
- 3142（シカゴ鉄道）
（2016年撮影）
- 4392（シカゴ交通局）
（1995年撮影）
- 5076（シカゴ市街鉄道）
（1905年撮影）
- 5112（シカゴ市街鉄道）
（1906年撮影）
- 5244（シカゴ市街鉄道）
（1906年撮影）
- 7135（シカゴ市街鉄道）

## 廃止後
路面電車廃止後は路線バスがほぼ同じ区間を走行しており、2016年時点でも多くの系統が路面電車時代の番号をそのまま維持している。また、営業運転が終了した後に各地の併用軌道はアスファルトで覆われており、その状態が維持されている道路も多い。
車両については廃車後大半が解体され、最新鋭車両であったPCCカーについてもシカゴ・L向けの電車に機器を流用するためほとんどの車両が解体されたものの、イリノイ鉄道博物館を始め各地の博物館に複数の車両が残存し、動態保存運転も実施されている。2020年時点の保存車両は以下の通りである。
| 保存施設               | 保存車両                                             |
| ---------------------- | ---------------------------------------------------- |
| イリノイ鉄道博物館     | 144,460,1374,1467,2843,2846,3142,4001,4021,4391,9020 |
| シーショアー鉄道博物館 | 255                                                  |

## その他
アメリカ各地で運営されている保存路面電車では、シカゴ以外の都市で活躍していた車両にシカゴ・サーフェス・ラインや公営化後の塗装を施している事例が複数存在する。

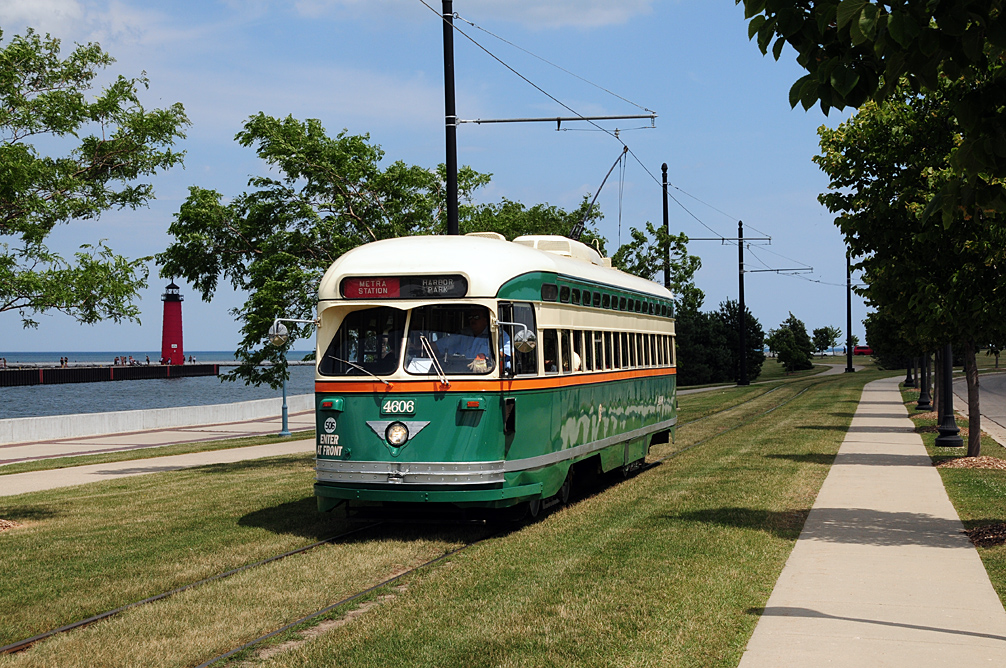
ケノーシャ・ストリートカー 元：トロント市電
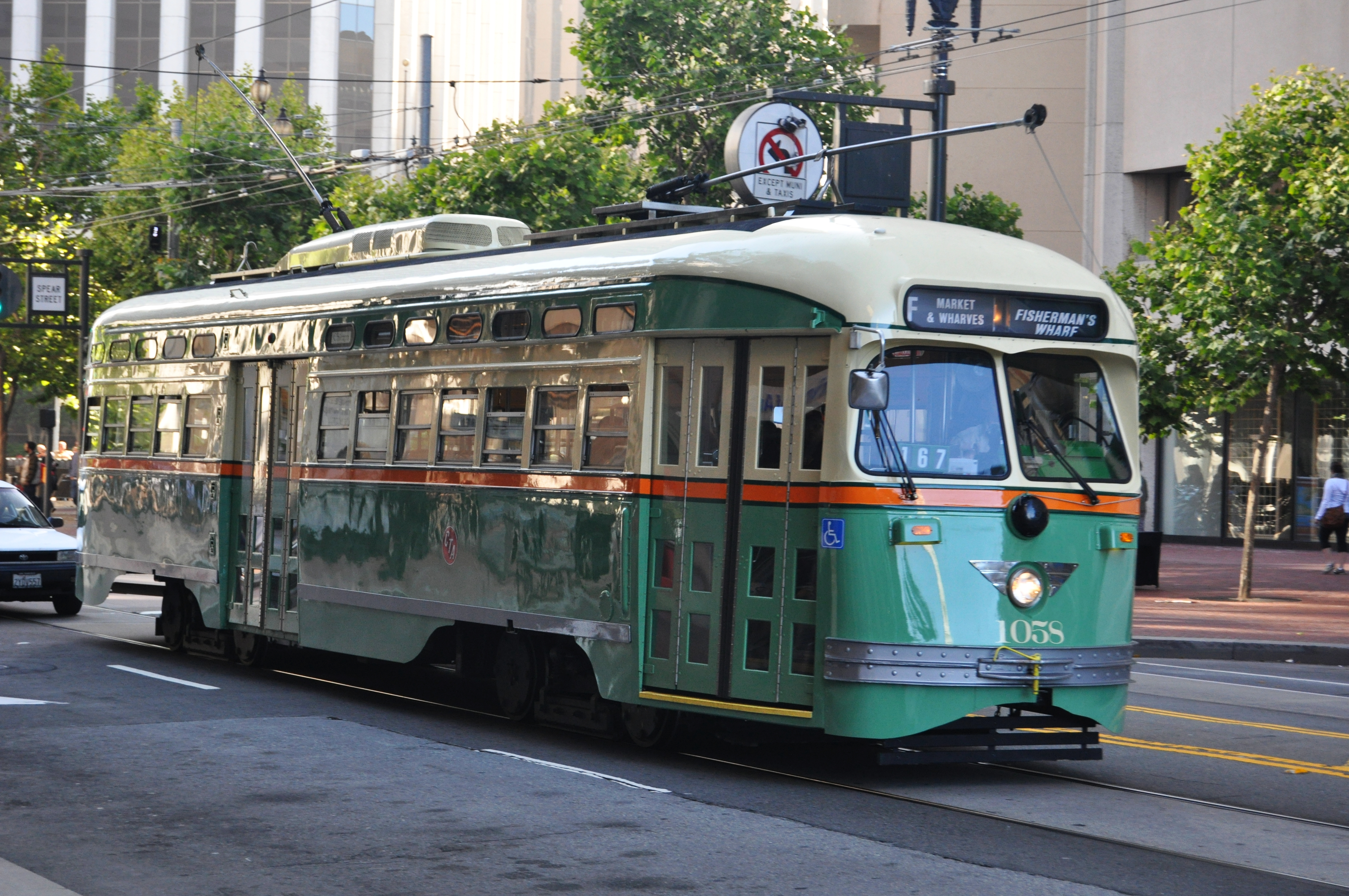
サンフランシスコ市営鉄道Fライン（英語版） 元：南東ペンシルベニア交通局